# Like Ooh-Ahh
«Like Ooh-Ahh» (кор. OOH-AHH하게; стилизируется как LIKE OOH-AHH;) — сингл, записанный южнокорейской гёрл-группой Twice.
Он был выпущен лейблом JYP Entertainment 20 октября 2015 года в качестве ведущего сингла с их дебютного мини-альбома The Story Begins. Сингл был написан и спродюсирован Black Eyed Pilseung и Сэм Льюис.

## Композиция
«Like Ooh-Ahh» описывается как танцевальный трек «color pop» с элементами хип-хопа, рока и R&B. В состав команды вошли Black Eyed Pilseung и лирик Сэм Льюис, известный своими успешными релизами, такими как Miss A «Only You».

## Музыкальное видео
20 октября 2015 года был выпущен клип на песню. Режиссёры-постановщики — Ким Ен Чжо и Ю Сын Ву.

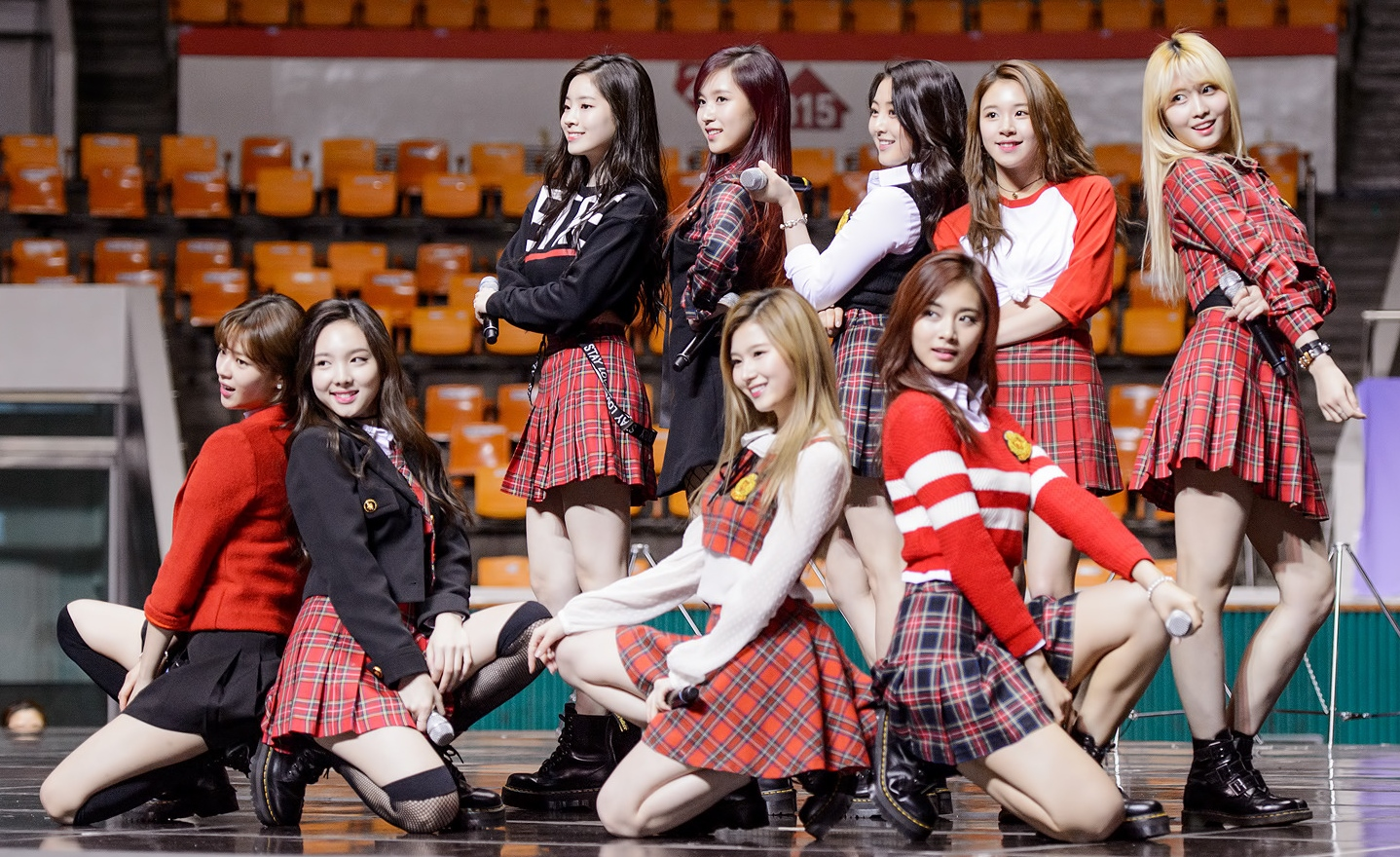
Twice перформанс с «Like Ooh-Ahh» в феврале 2016

11 ноября 2016 года клип перешел порог в 100 миллионов просмотров на YouTube, сделав Twice четвертой k-pop-группой, добившейся такого результата, а также первое дебютное музыкальное видео. Twice стали первой женской K-pop-группой, которая имеют три музыкальных клипа с 200 миллионами просмотров.

## Коммерческий успех
«Like Ooh-Ahh» дебютировал на 22 строчке на цифровом графике Gaon, пока не достиг своего пика на 10 строчке, через три месяца после его выпуска. Он также достиг пика на 6, 27 и 49 строчках в чартах Billboard World Digital Songs, Billboard Japan Hot 100 и Philippine Hot 100, соответственно.
Он превысил 100 миллионов потоков в феврале 2017 года и 2,500,000 загрузок в июле 2018 года.

## Японская версия
24 февраля 2017 года Twice официально объявили, что их дебют в Японии назначен на 28 июня. Они выпустили сборник под названием #Twice, который состоит из десяти песен, включая корейские и японскую версии «Like Ooh-Ahh». Японские тексты были написаны Yhanael.

## Чарты
| Чарты (2015—2017)                     | Позиции в чартах |
| ------------------------------------- | ---------------- |
| Japan (Japan Hot 100)                 | 27               |
| Philippines (Philippine Hot 100)      | 49               |
| Philippines (BillboardPH K-pop Top 5) | 4                |
| South Korea (Gaon)                    | 10               |
| US World Digital Songs (Billboard)    | 6                |

| Чарты (2016)       | Позиции |
| ------------------ | ------- |
| South Korea (Gaon) | 16      |

| Чарты (2017)          | Позиции |
| --------------------- | ------- |
| Japan (Japan Hot 100) | 56      |